# Бойня у Мальмеди
Бо́йня у Мальмеди́ (англ. Malmedy massacre) — военное преступление, совершённое войсками СС 17 декабря 1944 года в пригороде Мальмеди Баугнеце (Baugnez) в бельгийской провинции Льеж в ходе Арденнского наступления.

## Бой у Мальмеди
Согласно американской версии, 17 декабря в районе Мальмеди проходила колонна батареи B 285-го батальона наблюдателей полевой артиллерии, состоявшая из 30 машин (джипы, тягачи, грузовики). Батарея накануне была передана другому корпусу и теперь передислоцировалась. Четыре машины остались в Мальмеди, остальные продолжили свой путь. На перекрёстке к юго-востоку от города колонна столкнулась с передовым отрядом боевой группы Иоахима Пайпера из двух танков PzKpfw IV и двух бронетранспортёров (к этому времени немецкий отряд уже потерял пять танков). Отряд остановил колонну, и поскольку у солдат американской батареи не было противотанковых средств, им оставалось только сдаться. В результате у немецкого отряда оказалось 113 пленных американцев — 90 человек из батальона наблюдателей, 10 человек из проезжавших в этом районе санитарных машин, 1 военный полицейский, стоявший на перекрёстке, 1 военный инженер и ещё 11 человек, взятых в плен до столкновения с колонной. После боя немецкие солдаты организовали расстрел военнопленных, было убито 86 безоружных американских солдат; некоторым удалось спастись, сбежав или притворившись мёртвыми.

## Расследование
Согласно докладу подкомитета Сената США, бойня у Мальмеди была только одним из ряда военных преступлений боевой группы Пайпера в ходе Арденнского наступления, в результате которых было убито около 350 американских военнопленных и около 100 бельгийских мирных жителей. Отмечалось также, что ранее на Восточном фронте один из батальонов группы Пайпера сжёг две деревни и убил множество гражданских лиц.
Расстрел сдавшихся и разоружённых солдат противника был запрещён Женевскими конвенциями о военнопленных и считался военным преступлением. После Второй мировой войны командующий VI танковой армией СС Зепп Дитрих, Йоахим Пайпер и двое других командующих были признаны виновными на процессе в Дахау в американской зоне оккупации за отдачу противозаконных приказов. Ещё 69 немецких солдат были судимы за соучастие в расстрелах. 16 июля 1946 года был оглашён вердикт: Пайпер и ещё 42 человека были приговорены к смертной казни, Зепп Дитрих и ещё 21 человек был приговорён к пожизненному заключению, двое приговорены к 20 годам заключения, один приговорён к 15 годам и ещё пятеро к 10 годам заключения.
Впоследствии американские обвинители были вынуждены признать, что при допросах применялись пытки и издевательства, ложные свидетельства и даже инсценировка судебного процесса. Материалы дела были пересмотрены, и приговоры были смягчены. Затем, когда было установлено, что все обвиняемые подвергались оскорблениям и избиениям, приговоры были смягчены ещё более значительно. В марте 1949 года Комитет Сената США по вооружённым силам расследовал обвинение по этому делу и пришёл к выводу, что расследование было проведено с нарушениями. Сенатор от Висконсина Джозеф Маккарти обвинил армию в использовании методов гестапо. В итоге все смертные приговоры были аннулированы.